# Mamie Eisenhower
Mamie Geneva Doud Eisenhower (Boone, 14 de noviembre de 1896-Washington D. C., 1 de noviembre de 1979) fue la esposa del presidente Dwight D. Eisenhower y primera dama de los Estados Unidos de 1953 a 1961.

## Infancia, familia y educación

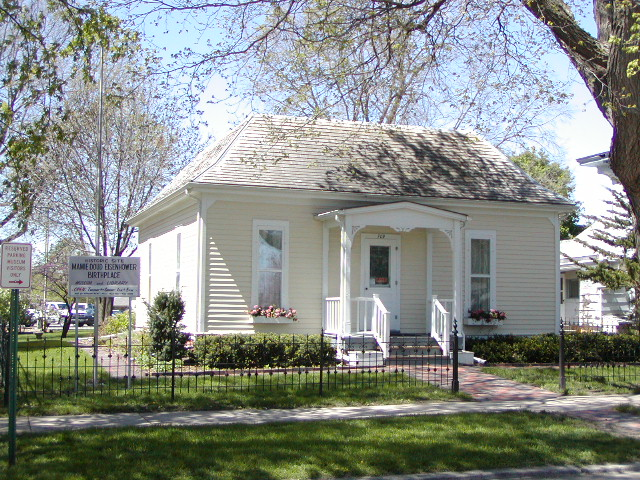
Lugar de nacimiento de la primera dama Mamie Doud Eisenhower, número 709 de la Calle Carroll (antes el 718), Boone, Iowa.

Nació en Boone, en el estado de Iowa. Era hija de John Sheldon Doud, un próspero empresario de la industria de procesamiento de productos cárnicos, y de Elivera Mathilda Carlson-Doud. Mamie creció dentro de un relativo confort en Cedar Rapids (Iowa), Colorado Springs (Colorado), Denver (Colorado) y una casa de invierno en San Antonio (Texas). Su padre se retiró a la edad de 36 años después de hacer una fortuna en la industria de envasado de cárnicos. Ella y sus tres hermanas crecieron en grandes mansiones con sirvientas.

## Matrimonio y familia
Después de completar su educación en la escuela preparatoria de Miss Wolcott, conoció a Dwight D. Eisenhower en San Antonio, Texas en octubre de 1915, que le fue presentado por Lulu Harris, esposa de un compañero de Eisenhower en el Fuerte Sam Houston, los dos se enamoraron a primera vista. Eisenhower la encontraba vivaz y atractiva. A causa del escaso salario de Eisenhower, solían salir a establecimientos baratos, usualmente restaurantes mexicanos, el cine o algún show de vodevil. El Día de los Enamorados de 1916 él le regaló una miniatura de su anillo de graduado de West Point para sellar su compromiso formal.
Contrajeron matrimonio el 1 de julio de 1916, él tenía 25 años y el grado de teniente y Mamie Doud, 19 años. La ceremonia tuvo lugar en la casa de los padres de la novia en Denver, Colorado. Después de la boda, oficiada por el Reverendo Williamson de la Iglesia Central Presbiteriana en Denver, el matrimonio marchó de luna de miel durante dos días a Eldorado Springs, un lugar cercano a Denver y más tarde visitaron a los padres del novio en Abilene antes de establecerse en el cuartel en el Fuerte Sam Houston.

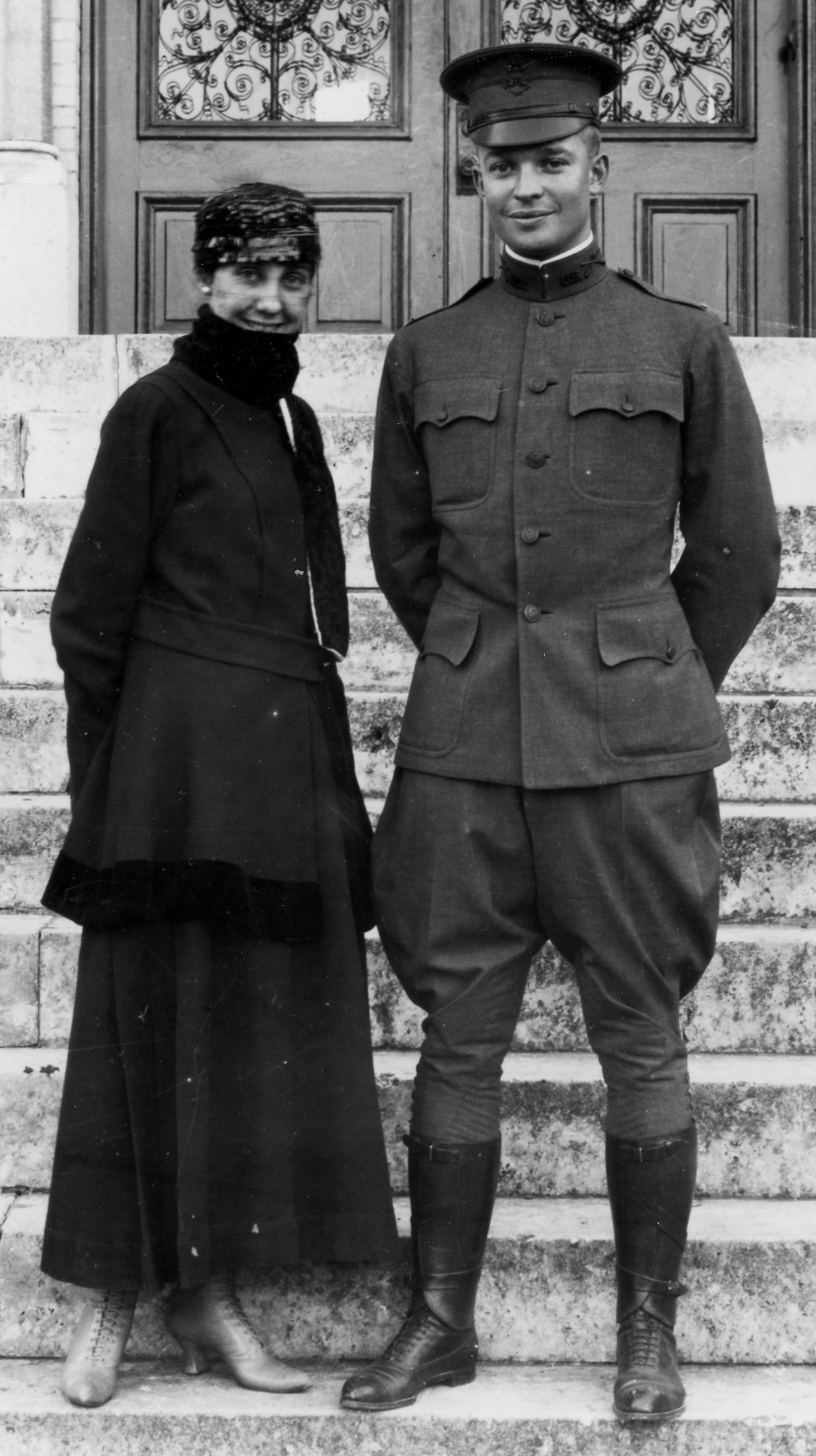
Mamie Eisenhower, con su marido, Dwight, en los escalones del Colegio St. Louis, en San Antonio, Texas, 1916.

Los Eisenhower tuvieron dos hijos, pero solo uno alcanzó la madurez:
- Doud "Icky" Dwight Eisenhower ( 24 de septiembre de 1917 – 2 de enero de 1921) murió de fiebre escarlatina.
- John Sheldon Doud Eisenhower (3 de agosto de 1922 – 21 de diciembre de 2013), soldado, diplomático y escritor. Nació en Denver, Colorado, se graduó en West Point en 1944 y obtuvo un Máster en Literatura Inglesa de la Universidad de Columbia en 1950. Después de retirarse de la carrera militar, fue nombrado embajador en Bélgica desde 1969 al 1971 por Richard Nixon. Escribió un relato de la batalla del Bulge, Los Amargos Bosques (1969), Estrictamente Personal (1974) y Aliados: desde Pearl Harbor al Día-D (1982).

Por años, la vida de Mamie Eisenhower siguió el mismo patrón de las otras muchas esposas de militares: una sucesión de destinos en los Estados Unidos, en la zona del Canal de Panamá, en Francia o en Filipinas. Aunque acostumbrada a mucho más confort que el que podía disponer en los cuarteles militares, Mamie se ajustó al momento y acompañó a su marido en sus 28 destinos antes de su retiro al final de su término como presidente. Cada mudanza significaba otro escalón en la carrera de su marido, con mayores responsabilidades para ella.
Durante la Segunda Guerra Mundial, en la que "Ike" fue encumbrado, Mamie vivió en Washington D. C., Después de que él fuera designado presidente de la Universidad de Columbia en 1948, los Eisenhower compraron una granja (que ahora forma parte del Sitio Histórico Nacional Eisenhower) en Gettysburg, Pensilvania. Fue la primera casa que ellos poseyeron. Los deberes de él como Comandante de la OTAN y los de ella como anfitriona en una villa cercana a París retrasaron las labores en su hogar que finalmente se completaron en 1955.
Ellos la inauguraría con un pícnic en el que participaron los miembros del equipo de su último cuartel temporal: la Casa Blanca.

## Primera dama de los Estados Unidos

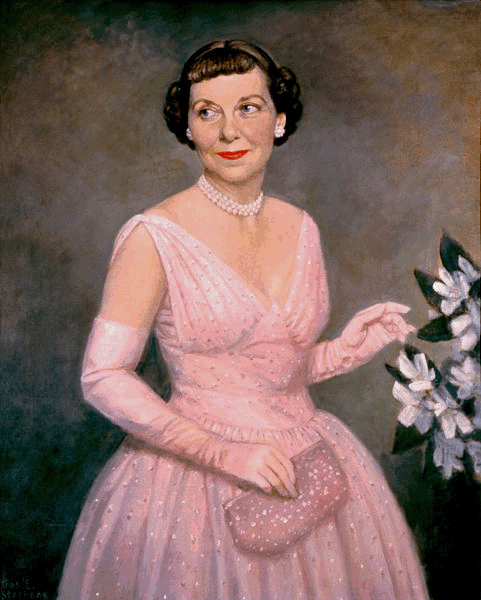
Mamie Eisenhower con su vestido lucido durante la ceremonia de investidura presidencial, pintada en 1953 por Thomas Stevens

La diplomacia (y los vuelos en avión) en el mundo de la postguerra trajeron cambios en las visitas oficiales. Los Eisenhower invitaron a un número sin precedentes de jefes de Estado y líderes de gobiernos extranjeros. Como primera dama, su desempeño airoso, su amor femenino por los vestidos hermosos, algunos de ellos diseñados por Scaasi, las joyas y el evidente orgullo por su esposo y su hogar hacían de ella una primera dama muy popular. El vestido que lució en la investidura de su esposo es uno de los más populares de la colección de trajes inaugurales del Museo de Historia Americana
Como primera dama era una anfitriona perfecta pero que gustaba de preservar su privacidad. Víctima de la enfermedad de Ménière, un desorden del oído interno que afecta el equilibrio, Mamie tenía problemas al andar, espectáculo que provocó rumores infundados relacionados con problemas con la bebida.
Mamie era famosa por su frugalidad, se dice que mantenía férreo control sobre los cupones que se dispensaban entre los miembros del equipo de la Casa Blanca. Su receta "El Dulce del Millón de Dólares" fue preparada por las amas de casa a lo largo de todo el país después que fue impresa en varias publicaciones. La afición de la primera dama por cierto tono de rosa, a menudo llamado "rosa primera dama" o "rosa Mamie" dio inicio a una tendencia nacional hacia la ropa, los artículos para el hogar y baños de color rosa. En octubre de 1958, se informó que la señora Eisenhower fue la primera en colocar decoraciones de Halloween en la Casa Blanca.
Como se describe en sus múltiples biografías, incluyendo Escaleras arriba en la Casa Blanca de J. B. West, Mamie no estaba feliz con la idea de que John F. Kennedy fuese el sucesor de su esposo. A pesar de que la nueva primera dama Jacqueline Kennedy había dado a luz su niño John Jr. mediante cesárea dos semanas antes, Mamie se negó a informarle a Jackie que había una silla de ruedas disponible para su uso cuando le mostraba las diversas secciones de la Casa Blanca. Viendo el descontento de Mamie durante el recorrido, Jackie mantuvo su compostura en presencia de Mamie, derrumbándose finalmente en privado al estar de vuelta en su casa. Cuando a Mamie se le preguntó más tarde por qué había hecho una cosa así, simplemente respondió: "Porque ella nunca me lo pidió".

## Últimos años
En 1961, Mamie se retiró con el expresidente a Gettysburg, Pensilvania, su primer hogar permanente. Después de la muerte de su esposo en 1969, continuó viviendo en la granja hasta que a finales de los años 70, alquiló un apartamento en Washington D. C.. Sufrió un derrame cerebral el 25 de septiembre de 1979 y fue llevada de urgencia al hospital Walter Reed, donde Ike había fallecido la década anterior. Mamie nunca salió del hospital. El 31 de octubre, le anunció a su nieta, Mary, que moriría al día siguiente. Murió tranquilamente durante el sueño, muy temprano en la mañana del 1 de noviembre, solo a unas pocas semanas de su cumpleaños 83. Fue enterrada al lado del presidente y de su primer hijo en la plaza de la Meditación en los terrenos de la Biblioteca Eisenhower en Abilene, Kansas. En 1990, Boone, la población en que nació, declaró su casa natal como un lugar histórico. Solamente Abigail Adams antes que ella, había sido honrada de esa manera.
Debido a sus vínculos con la ciudad de Denver, Colorado, y el área circundante, se le dio el nombre de Mamie a un parque situado al sudeste de la ciudad, al igual que a una biblioteca pública en Broomfield, Colorado.

## Mamie en la cultura popular
La aspirante a estrella de Hollywood Joan Olander firmó su contrato con los Estudios Universal el mismo día de la investidura de Eisenhower. Los estudios le dieron el nombre artístico de Mamie Van Doren, en honor a la primera dama.